# Jean-François Di Martino
Jean-François Di Martino (Enghien-les-Bains, 2 marzo 1967) è un ex schermidore francese, vincitore di una medaglia d'argento nella scherma ai giochi olimpici.

## Palmarès
In carriera ha conseguito i seguenti risultati:
- Giochi olimpici

Sydney 2000: argento nella spada a squadre.
- Mondiali di scherma

Seul 1999: oro nella spada a squadre.
- Europei di scherma

Linz 1993: bronzo nella spada individuale.
Limoges 1996: bronzo nella spada a squadre.
Bolzano 1999: argento nella spada a squadre.